# Lista de prefeitos de Lagoa d'Anta
Esta é a lista de prefeitos e vice-prefeitos de Lagoa d'Anta, município brasileiro do Estado do Rio Grande do Norte.
| Nº | Prefeito                          | Imagem                    | Partido                      | Primeira-dama                                    | Início do mandato     | Fim do mandato         | Vice-prefeito                   | Observações                             |
| -- | --------------------------------- | ------------------------- | ---------------------------- | ------------------------------------------------ | --------------------- | ---------------------- | ------------------------------- | --------------------------------------- |
| 1  | Elpídio Pinheiro Bezerril         |                           | PSD                          | Carlinda Gomes da Silva                          | 1 de janeiro de 1964  | 30 de janeiro de 1969  | Antônio Martins Sobrinho        | Prefeito e vice eleitos                 |
| 2  | Francisco Guedes de Moura         |                           |                              | Eunice Barbosa de Moura                          | 31 de janeiro de 1969 | 30 de janeiro de 1973  | Santo Batista                   | Prefeito e vice eleitos                 |
| 3  | Matias Corcino Freire             |                           | ARENA                        | Maria da Salete Freire                           | 31 de janeiro de 1973 | 30 de janeiro de 1977  | José Justino Filho              | Prefeito e vice eleitos                 |
| 4  | José Terceiro Lopes               |                           | MDB                          | Josefa Martins Lopes                             | 31 de janeiro de 1977 | 30 de janeiro de 1983  | não encontrado                  | Prefeito e vice eleitos                 |
| 5  | Antônio Martins Sobrinho          |                           | PDS                          | Cecília Maria Moura Martins                      | 31 de janeiro de 1983 | 31 de dezembro de 1988 | não encontrado                  | Prefeito e vice eleitos                 |
| 6  | José Terceiro Lopes               |                           | PL                           | Josefa Martins Lopes                             | 1º de janeiro de 1989 | 31 de dezembro de 1992 | Luiz Vidal Júnior               | Prefeito e vice eleitos                 |
| 7  | Antônio Martins Sobrinho          |                           | PFL                          | Cecília Maria Moura Martins                      | 1º de janeiro de 1993 | 31 de dezembro de 1996 | não encontrado                  | Prefeito e vice eleitos                 |
| 8  | Germano de Azevedo Targino        |                           | PMDB                         | Taianni Lopes Santos                             | 1º de janeiro de 1997 | 31 de dezembro de 2004 | não encontrado                  | Prefeito e vice eleitos                 |
| 8  | Germano de Azevedo Targino        | Prefeito e vice reeleitos | PMDB                         | Taianni Lopes Santos                             | 1º de janeiro de 1997 | 31 de dezembro de 2004 | não encontrado                  |                                         |
| 9  | Jozimar Bento Flôr                |                           | PSDB                         | Elimara Aparecida Flôr                           | 1º de janeiro de 2005 | 10 de maio de 2005     | —                               | Presidente da Câmara Municipal no cargo |
| 10 | Gizelda Rodrigues de França Gomes |                           | PMDB                         | José Reginaldo Gomes (Primeiro-cavalheiro)       | 11 de maio de 2005    | 31 de dezembro de 2008 | Iara Gomes Bezerril             | Prefeita e vice eleitas                 |
| 11 | José Batista Delgado              |                           | PSB                          | Maria Isabel de Mello Delgado                    | 1º de janeiro de 2009 | 31 de dezembro de 2012 | Heriberto de Moura Martins      | Prefeito e vice eleitos                 |
| 12 | João Paulo Guedes Lopes           |                           | PR                           | —                                                | 1º de janeiro de 2013 | 31 de dezembro de 2016 | Ricardo André Corcino Freire    | Prefeito e vice eleitos                 |
| 13 | Taianni Lopes Santos              |                           | PP                           | Germano de Azevedo Targino (Primeiro-cavalheiro) | 1º de janeiro de 2017 | 31 de dezembro de 2020 | Joaquim Soares Bento            | Prefeita e vice eleitos                 |
| 14 | João Paulo Guedes Lopes           |                           | PL                           | —                                                | 1º de janeiro de 2021 | até a atualidade       | Jordelmo Vidal Souto            | Prefeito e vice eleitos                 |
| 14 | João Paulo Guedes Lopes           | MDB                       | Einart Eudes Guedes de Souza | —                                                | 1º de janeiro de 2021 | até a atualidade       | Prefeito reeleito e vice eleito |                                         |